# Galg van Margraten

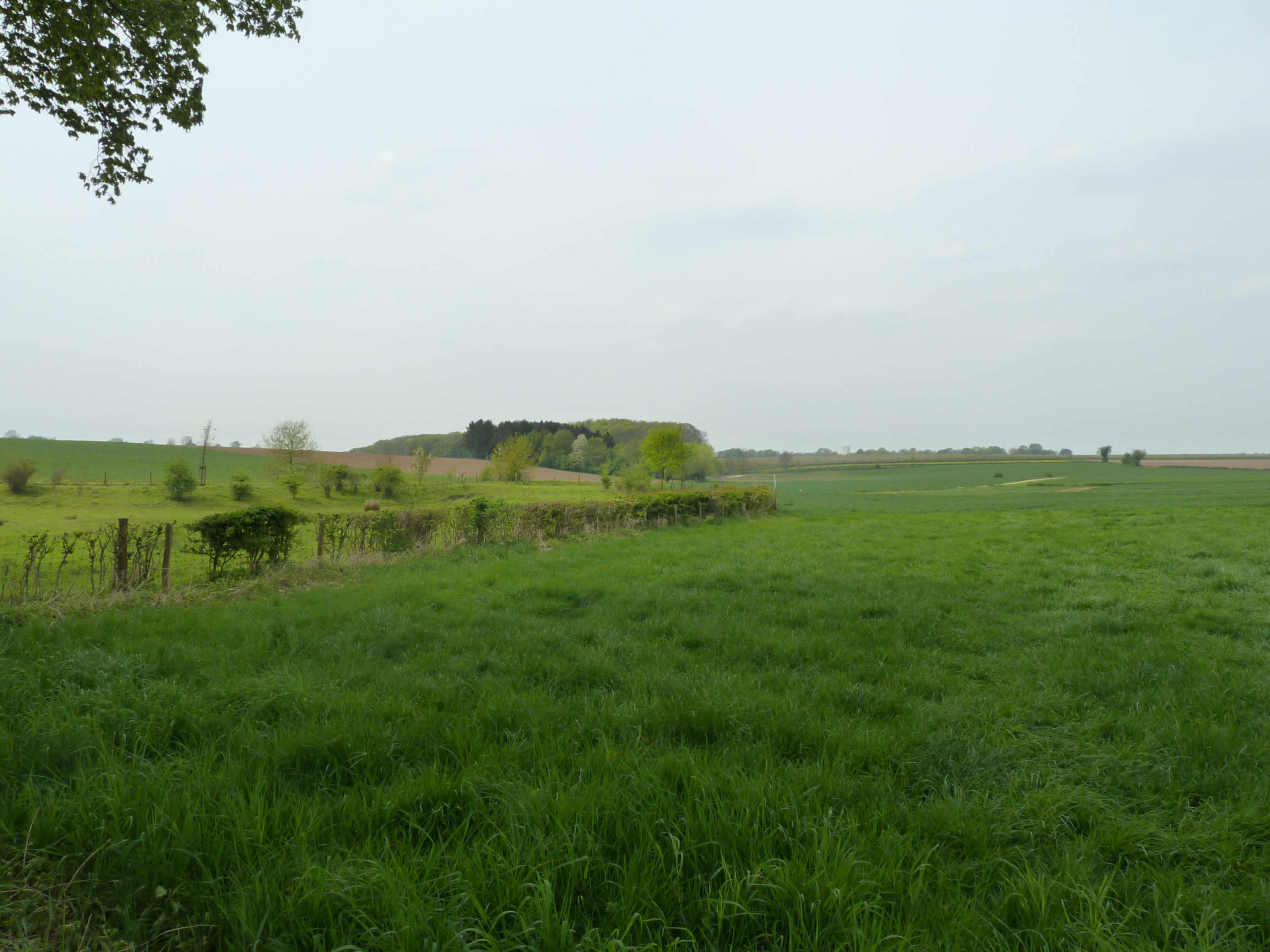
Locatie van de galg van Margraten

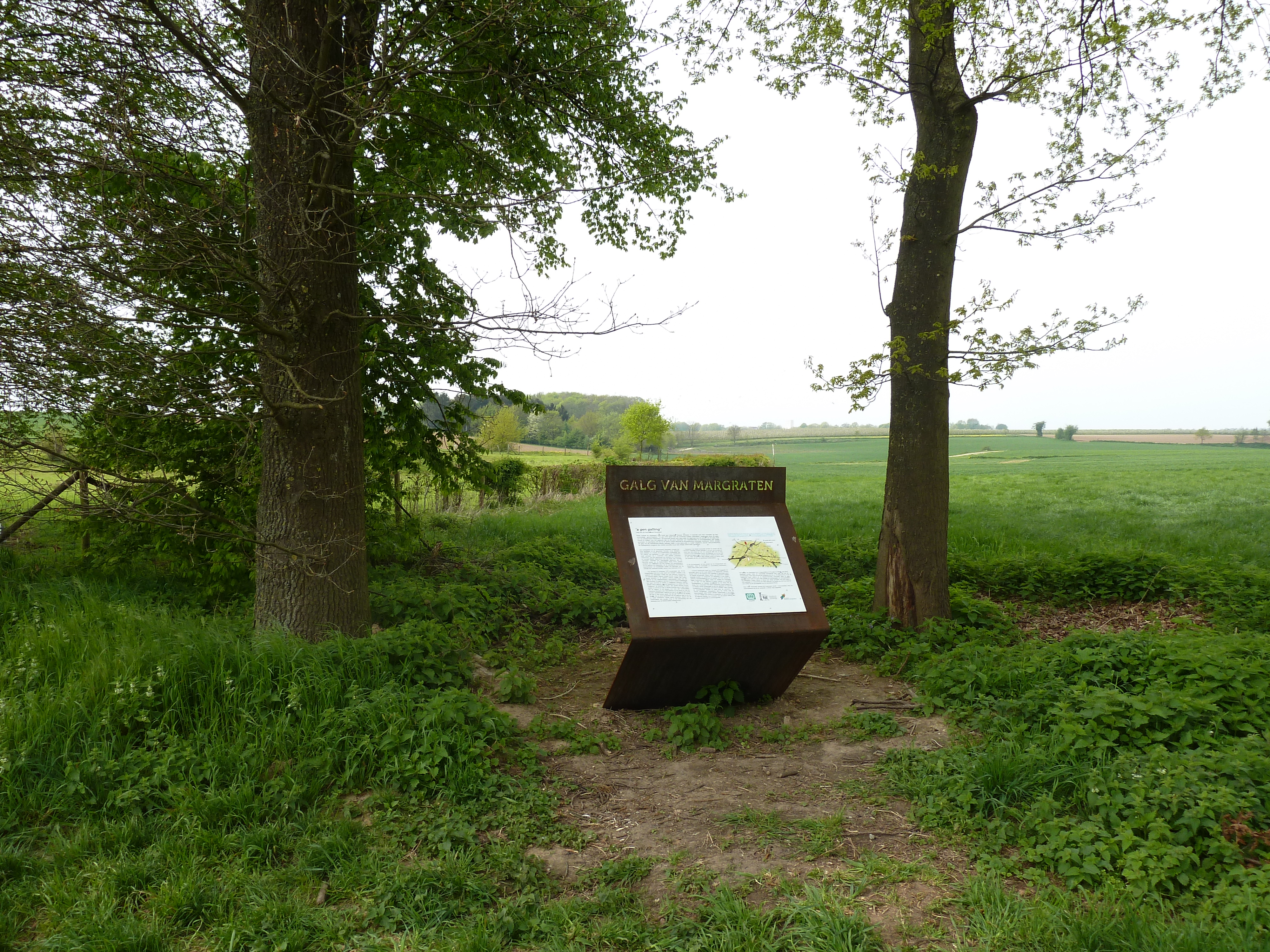
Bord bij die locatie

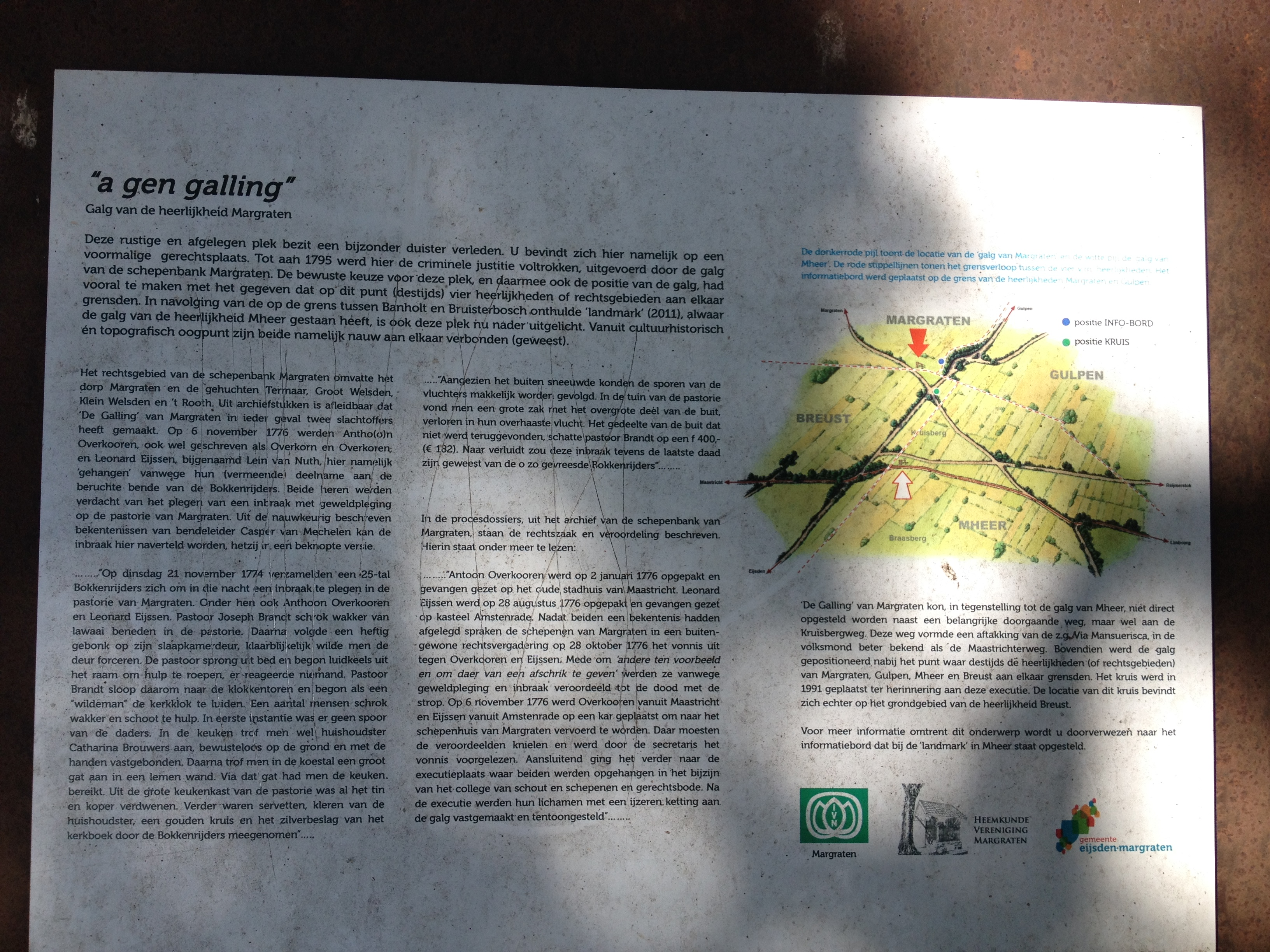
Bord bij die locatie

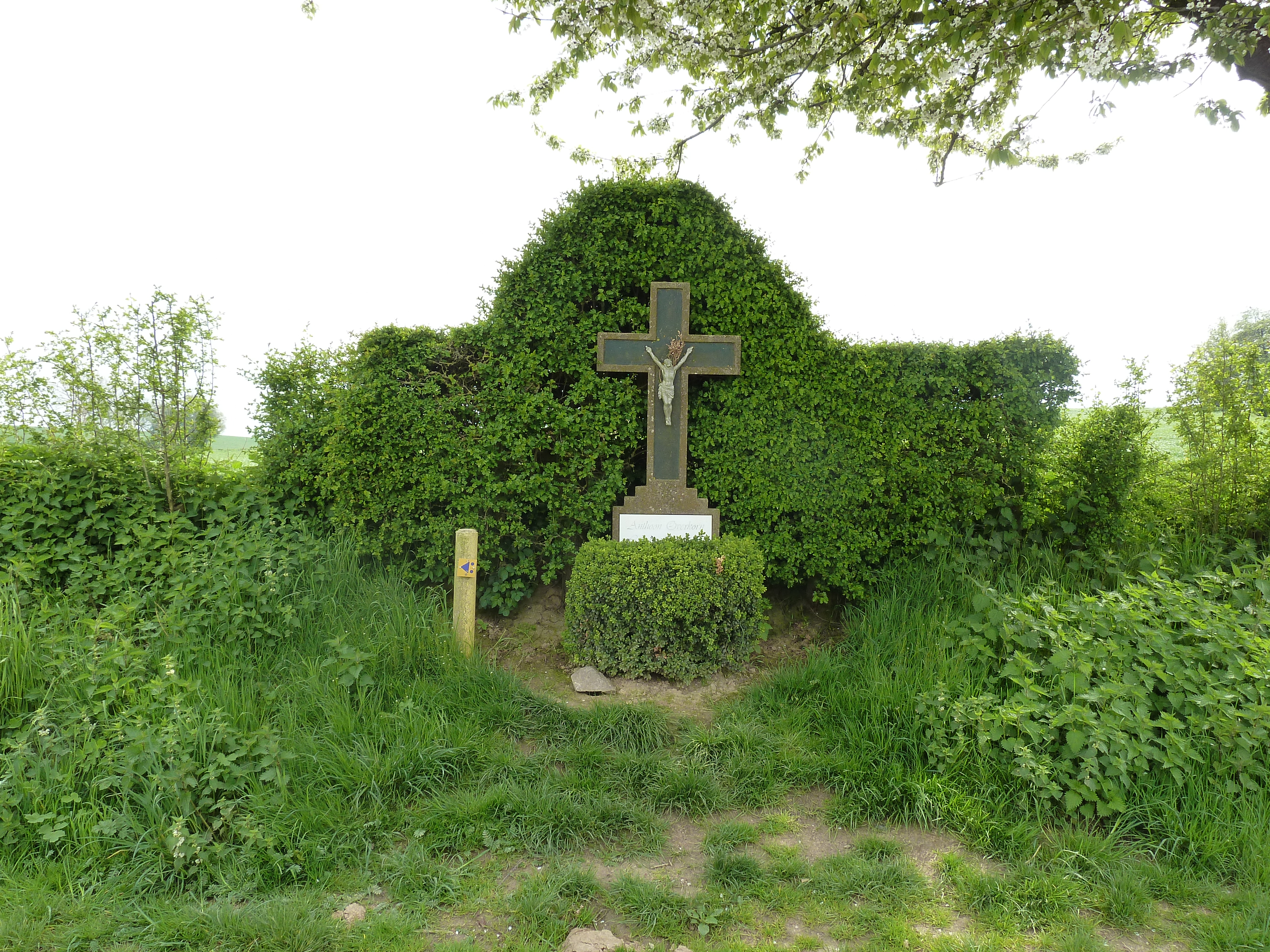
Bokkenrijderskruis

De galg van Margraten is een voormalige gerechtsplaats die gelegen is in de tegenwoordige gemeente Eijsden-Margraten in de Nederlandse provincie Limburg. Het galgenveld was gelegen bij Termaar, op ongeveer een kilometer ten westen van deze buurtschap in de velden, in het gebied ten zuiden van Margraten, ten westen van Reijmerstok, ten noorden van Banholt en ten oosten van Bruisterbosch.
Op ongeveer 400 meter naar het zuidwesten stond de galg van Mheer. De gebiedsnaam van de galgen is De Galling.

## Geschiedenis
Vanaf wanneer er hier een galg heeft gestaan is onduidelijk.
In de periode 1770-1778 vond er een groot aantal vervolgingen plaats in de Landen van Overmaas naar een vermeende bende. Verdachten werden door marteling gedwongen te bekennen en medeplichtigen te noemen. Volgens de onder tortuur afgelegde bekentenis van vermeend bendeleider Casper van Mechelen verzamelden zich op 21 november 1774 voor de pastorie van Margraten een groep van zo'n 25 bokkenrijders die die nacht wilden inbreken in de pastorie. De pastoor werd wakker en kon hulp inroepen van dorpsbewoners door in de kerktoren de klokken te luiden, waarna inwoners uit het dorp te hulp schoten. De huishoudster was vastgebonden en het tin, koper, een gouden kruis, servetten, kleren en het zilverbeslag van het kerkboek waren verdwenen. Buiten in de tuin trof men de meeste buit aan die in de haast achtergelaten was. Bij deze daad door de bokkenrijders zouden Antoon Overkooren en Leonard Eijssen aanwezig zijn geweest.
Op 18 december 1775 werd Antoon Overkooren opgepakt en een week later met kerstmis volgde Leonard Eijssen. Beiden zaten gevangen in het oude stadhuis van Maastricht, alwaar Overkooren op 2 januari 1776 onder tortuur werd gebracht. Hij zou bekend hebben tot de bende van de bokkenrijders te behoren. Op 6 februari werden ze overgebracht naar Valkenburg, waar ze negen maanden zouden verblijven. Op 6 november 1776 werden Antoon Overkooren en Leonard Eijssen opgehangen aan de galg van Margraten. Hun executie werd hier uitgevoerd omdat zij woonachtig zouden zijn in deze heerlijkheid.
Tot 1795 was de galg in gebruik geweest.
In 1991 werd er in de omgeving van waar de galg van Margraten geweest is op De Galling een veldkruis geplaatst ter herdenking van twee ter dood veroordeelde bokkenrijders die opgehangen zijn. Het Bokkenrijderskruis vermeldt de namen Anthoon Overkorn en Leonard Eijssen. Het kruis werd echter geplaatst op het grondgebied van de voormalige heerlijkheid Breust en kan dus niet de eigenlijke plek van de galg zijn geweest.
In 2015 werd er een informatiebord geplaatst naast de plek waar de galg (wel) gestaan heeft.

## Locatie
De voormalige galg van Margraten was niet gelegen aan een belangrijke doorgaande weg, zoals de galg van Mheer, maar wel aan de Kruisbergweg die een aftakking was van de Via Mansuerisca. De galg lag op het grondgebied van de heerlijkheid Margraten waar op ongeveer 50 meter richting het zuiden er vier heerlijkheden samenkwamen: de heerlijkheid Mheer, de heerlijkheid Breust, de heerlijkheid Margraten en de heerlijkheid Gulpen.